# Elecciones estatales de Aguascalientes de 1998
Las elecciones estatales de Aguascalientes de 1998 se realizaron el domingo 2 de agosto de 1998 y en ellas se renovaron los siguientes cargos de elección popular del estado mexicano de Aguascalientes:
- Gobernador de Aguascalientes. Titular del Poder Ejecutivo del estado, electo para un periodo de seis años, sin derecho a reelección. El candidato electo fue Felipe González González.
- 27 diputados del Congreso del Estado. 18 electos por mayoría relativa y 9 designados mediante representación proporcional para integrar la LVII Legislatura.[1]
- 11 ayuntamientos. Compuestos por un presidente municipal y sus regidores, electos para un periodo de tres años.

## Resultados

### Gobernador
|  | 52.38 % |

|  | 37.51 % |

|  | 6.75 % |

|  | 1.95 % |

|  | 98.60 % |

|  | 1.40 % |

### Congreso del Estado de Aguascalientes
|  | 48.95 % |

|  | 37.68 % |

|  | 7.89 % |

|  | 2.07 % |

|  | 1.74 % |

|  | 1.64 % |

|  | 100 % |

### Ayuntamientos
|  | 49.99 % |

|  | 38.21 % |

|  | 7.00 % |

|  | 1.74 % |

|  | 1.19 % |

|  | 98.16 % |

|  | 1.84 % |